# Citharus
Citharus is een monotypisch geslacht van straalvinnige vissen uit de familie van cithariden (Citharidae).

## Soort
- Citharus linguatula (Linnaeus, 1758)